# Улица Академика Кирпичникова (Казань)
Улица Академика Кирпичникова (тат. Кирпичников урамы, Kirpiçnikof uramı) — улица в Советском районе Казани. Названа в честь Петра Кирпичникова, ректора КХТИ.

## География
Начинаясь от улицы Губкина, пересекает улицы Пионерская, Попова, 8 Марта и заканчивается пересечением с улицей Арбузова.

## История
Улица возникла не позднее начала 1960-х годов под названием Студенческая; 24 ноября 1967 года она была переименована в улицу 50 лет Октября.
Почти вся улица застройка улицы относится к концу 1950-х – первой половине 1960-х годов.
С момента образования входила в состав Советского района

## Объекты
- № 3, 23 — жилые дома стройтреста № 2[8][9].
- № 3а — детский сад № 206 (бывший ведомственный стройтреста № 2)[10][11]
- № 4 — бывшее общежитие Татпотребсоюза (снесено)[12].
- № 6/12 — общежитие № 3 медицинского университета[13].
- № 11 — бывшее общежитие авиационного института[10].
- № 12 — в этом здании до начала 2000-х находился детский сад № 162[12].
- № 13/12 — общежитие № 3 КНИТУ[14].
- № 22 — Казанское протезно-ортопедическое предприятие (ныне филиал Московского протезно-ортопедического предприятия)[15].
- № 24 — жилой дом Казанского протезно-ортопедического предприятия[16]. В этом доме в советское время располагался республиканский центр сурдологии и слухпротезирования[10].
- № 27 — бывшее общежитие трамвайно-троллейбусного управления[12].

## Транспорт
Общественный транспорт по улице не ходит; ближайшие остановки общественного транспорта находятся на улицах Губкина, Сибирский тракт и Арбузова.

## Известные жители
На улице проживали Герой Советского Союза Семён Коновалов (№ 15), начальник Казанского юридического института МВД России Рафаэль Мугинов (№ 12),  лингвист Назия Бурганова (№ 18).